# Oliver Dittberner
Oliver Dittberner (* 18. Oktober 1968) ist ein ehemaliger deutscher Fußballspieler. Nach seiner Spielerzeit arbeitete Dittberner als Trainer.

## Karriere
Dittberner kam aus der Jugend des Hamburger SV und schaffte dort den Sprung in die Amateurmannschaft. Zur Saison 1990/91 wechselte er in die 2. Bundesliga zu den Stuttgarter Kickers. Bei den Kickers, die von Trainer Rainer Zobel betreut wurden, absolvierte er 13 Spiele und landete mit seinen Mannschaftskollegen wie Marcus Marin, Wolfgang Wolf und Stefan Brasas auf dem dritten Tabellenplatz. In den anschließend Relegationsspielen kam Dittberner nicht zum Zuge. Die Kickers setzten sich gegen den FC St. Pauli durch und waren dadurch in der Saison 1991/92 in der Bundesliga vertreten. Dittberners Debüt am 1. Bundesliga-Spieltag war auch sein letzter Einsatz, er spielte beim 3:0-Sieg gegen die SG Wattenscheid 09 ab der 69. Spielminute. Weitere Bundesliga-Einsätze wurden unter anderem durch eine Knieverletzung verhindert. Im November 1991 verließ er Stuttgart und wurde beim Kreisligisten SC Wentorf, der von Peter Nogly als Trainer betreut wurde, als Neuzugang vermeldet. Der Wechsel kam nicht zustande, da sich Dittberner im Dezember 1991 letztlich entschied, ein Angebot des Oberligisten TuS Hoisdorf anzunehmen.
Er spielte 1992/93 für den VfB Lübeck, mit dem er Meister der Verbandsliga Schleswig-Holstein wurde und in die Oberliga aufstieg. Dittberner ging anschließend nach Hamburg zurück und spielte ein Jahr für den Oberligisten SV Lurup, dann ein weiteres für den TuS Hoisdorf in der Regionalliga. Dort spielte er wie beim HSV für Trainer Gerd-Volker Schock. Nach einem Kreuzbandriss beendete Dittberner seine Spielerzeit.
1996 nahm er das Angebot an, das Manageramt beim VfL 93 Hamburg anzutreten, gab dieses Anfang Juni 1996 nach wenigen Tagen aus zeitlichen Gründen aber wieder ab. Er absolvierte die Trainerausbildung, 1997 wurde er Trainer der Herrenmannschaft des SV Lurup, sein Co-Trainer wurde Andree Fincke, mit dem er bis Ende Dezember 2008 die Luruper betreute. Von 2011 bis Ende August 2015 war der hauptberuflich als Versicherungsmakler tätige Dittberner Trainer von Altona 93 (Oberliga Hamburg), wieder im Trainergespann mit Fincke.
Dittberner wurde als Trainer am Stützpunkt des Deutschen Fußball-Bundes in Hamburg-Steilshoop tätig und arbeitete als solcher wiederum mit Fincke zusammen.